# Leicester Mercury
Leicester Mercury — щоденна британська регіональна газета. Належить медіа-концерну Daily Mail and General Trust. Поширюється в графствах Лестершир і Ратленд. Тираж (станом на березень 2012 рік) — 45 465 примірників.